# Unia Ewangelicznych Kościołów Baptystycznych w Chile
Unia Ewangelicznych Kościołów Baptystycznych w Chile (hiszp. Unión de Iglesias Evangélicas Bautistas de Chile) – baptystyczny związek wyznaniowy i jeden z wielu Kościołów protestanckich w Chile. Według spisu denominacyjnego w 2020 roku liczy 25,2 tys. wiernych w 525 zborach. Należy do Światowego Związku Baptystycznego.